# 50.000 đồng (tiền Việt)
50.000 đồng (tiền Việt Nam) là đồng tiền có mệnh giá cao thứ 4 hiện nay tại Việt Nam. Đồng tiền cotton 50.000 đồng được phát hành vào ngày 15 tháng 10 năm 1994, còn đồng tiền polymer được phát hành vào ngày 17 tháng 12 năm 2003, cùng với đồng tiền 500.000 đồng.

## Thông tin

Mặt trước đồng tiền polymer 50.000 đồng

| Mệnh giá | Kích thước  | Màu chủ đạo     | Miêu tả     | Miêu tả                         | Miêu tả   | Phát hành |
| Mệnh giá | Kích thước  | Màu chủ đạo     | Mặt trước   | Mặt sau                         | Loại giấy | Phát hành |
| -------- | ----------- | --------------- | ----------- | ------------------------------- | --------- | --------- |
| 50000 ₫  | 140 × 68 mm | Xanh lá cây sẫm | Hồ Chí Minh | Bến Nhà Rồng                    | Cotton    | 1994-2003 |
| 50000 ₫  | 140 × 65 mm | Nâu tím đỏ      | Hồ Chí Minh | Nghênh Lương Đình - Phu Văn Lâu | Polymer   | 2003      |